# Сирбиладзе, Ермолай Иванович
Ермолай Иванович Сирбиладзе (груз. ერმალოზ ივანეს ძე სირბილაძე, 1875, Телави, Кавказское наместничество — 26 декабря 1937) — грузинский педагог, политик, член Учредительного собрания Грузии.

## Биография
Родился в бедной крестьянской семье.
Окончил Телавскую четырёхклассную школу, Тифлисскую духовную семинарию.
В 1893 году участвовал в «бунте» семинаристов, из-за которого семинария была закрыта на год, семинаристы были наказаны различными способами.
С 1900 года был назначен учителем в сельскую школу в Душетский уезд.
В 1917 году избран членом Президиума Совета рабочих и солдатских депутатов; Работал в армии в области культуры, создавал библиотеки и занимался театрами. С 1919 года он был членом Генерального штаба Народной гвардии Грузии. С 9 мая 1919 года — член Учредительного собрания Демократической Республики Грузия, включен в список Социал-демократической партии Грузии; Был заместителем председателя аграрной комиссии. С 1919 года — представитель Тбилисского городского совета[уточнить].
С 1922 по 1923 год работал инструктором в Центральном кооперативном союзе Грузии («Танец»).
26 декабря 1937 года приговорён к смертной казни и расстрелян в тот же день.